# Nagia episcopalis
Nagia episcopalis là một loài bướm đêm trong họ Noctuidae.